# Cirque municipal de Troyes
Le cirque municipal est un édifice culturel situé à Troyes, en France. Il est rebaptisé Théâtre de Champagne en 1978.
L'édifice est situé sur le Boulevard Gambetta à Troyes, dans le département français de l'Aube.

## Historique

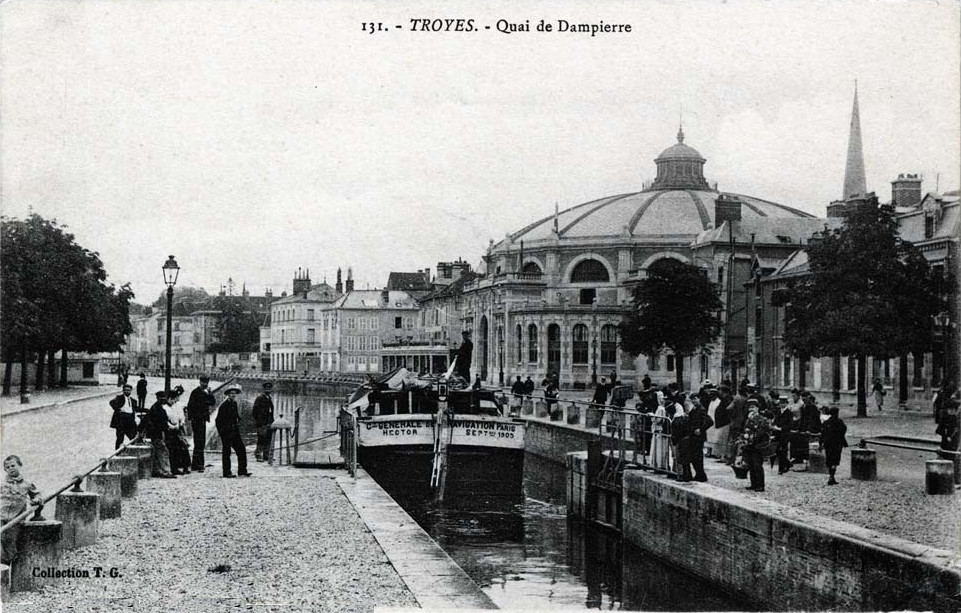
Le cirque quai de Dampierre, carte postale début XXe siècle.

Il remplace le cirque de Troyes, bâti en 1861, qui pouvait accueillir mille personnes et était éclairé au gaz, mais qui fut détruit par un incendie en 1892. En 1893, le cirque Plège en fait édifier un nouveau sur le Mail St-Nicolas accolé à la caserne Beurnonville et accueillait deux mille personnes, détruit par un nouvel incendie en 1901. 
La municipalité décide d'en faire construire un en pierre. L'architecte Henri Schmit fait élever le bâtiment actuel sur le Mail Preize et à partir de 1903 il peut accueillir toutes sortes de manifestations tel que des matches de boxe, Marcel Cerdan y vint. Il est inauguré le 18 mars 1905. En septembre 1930 il était modifié par l'architecte Denis Tsaropoulos.
En 1967, la ville transforme l'édifice en palais des congrès. Le cirque est inscrit au titre des monuments historiques en 1975 et possède également le label « Patrimoine du XXe siècle ».
Le monument est converti et rebaptisé « Théâtre de Champagne » en 1978 et obtient le statut de théâtre municipal.

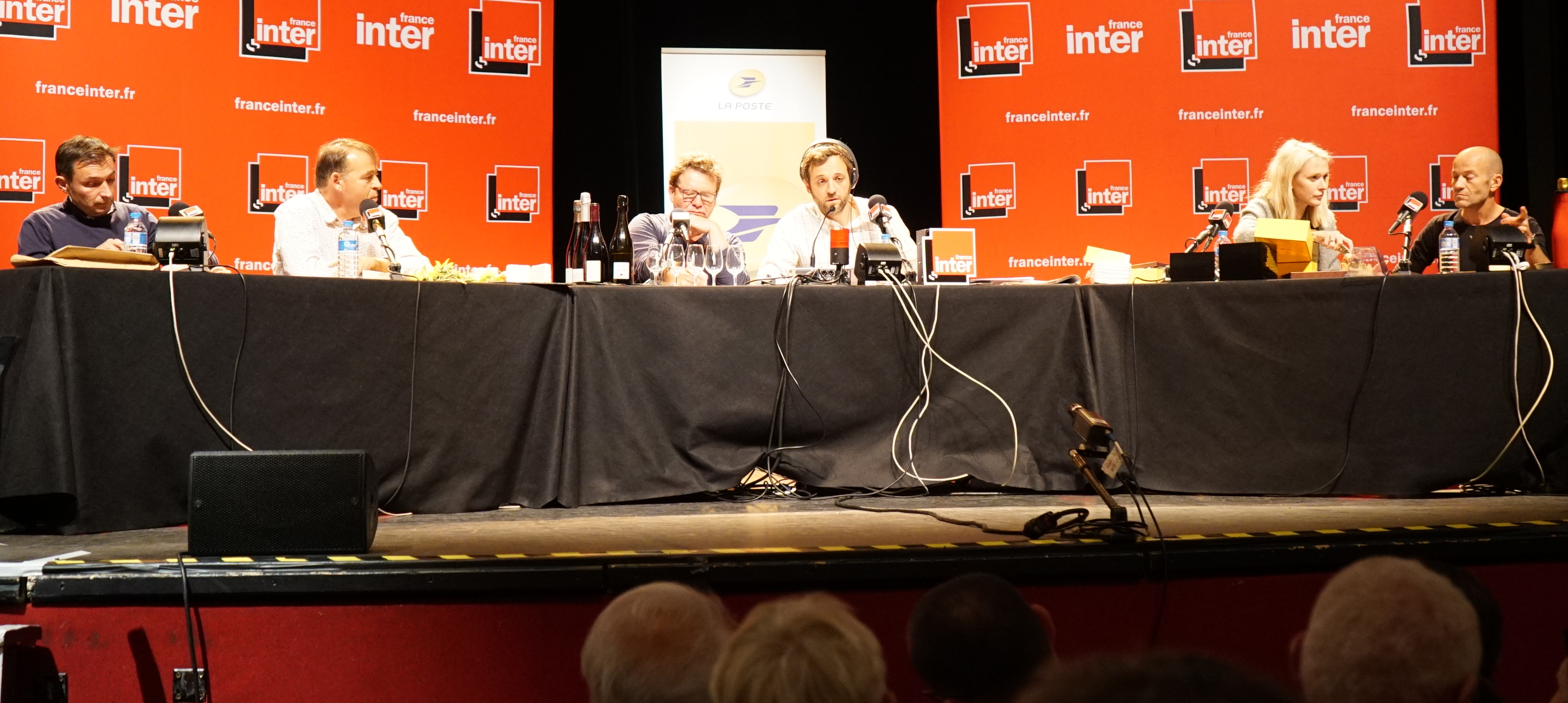
Sur la scène : France inter enregistrant les nuits de Champagne.